# Stuyvesant Town-Peter Cooper Village
Stuyvesant Town-Peter Cooper Village è una grande area residenziale di Manhattan, New York. Il quartiere, che rappresenta una delle più fortunate imprese edilizie realizzate a New York dopo la seconda guerra mondiale, deve il suo nome a Peter Stuyvesant, l'ultimo governatore della colonia olandese di Nuova Amsterdam. Il quartiere è chiamato comunemente Stuvy Town dai suoi abitanti. L'area denominata Peter Cooper Village deve invece il suo nome a Peter Cooper, industriale, inventore e filantropo fondatore della Cooper Union.

## Trasporti
Il quartiere è servito dalla metropolitana di New York attraverso la stazione First Avenue della linea BMT Canarsie, dove fermano i treni della linea L.